# 大疆精灵4
大疆精灵4是大疆创新于2016年3月在美国纽约推出的新一代的消费级无人机，在中国大陆地区的官方售价为8999元人民币，3月15日开始发货。

## 新增特色

### 硬件
- 相机，搭载4K超高清相机。
- 云台，三轴增稳云台拍摄效果比前代更稳定。
- 机身，机架中加入复合材质，进一步提高机身强度和稳定性。
- 动力系统，电池容量提升至5350mAh，官方宣称飞行时间可达28分钟。

### 软件
- 障碍感知，依靠产品内置的两个前视传感器。障碍感知系统的传感器会扫描行进前方空间，一旦发现障碍物，精灵4会逐渐减速直至悬停。
- 智能跟随，启用该模式并点击被跟随目标，精灵4会自动跟随目标物，并且会随着目标的运动方向和速度的改变，精灵4也会做出相应调整，保持相对距离。
- 指点飞行